# Зельняков Євген Іванович
Зельняков Євген Іванович (нар. 1 березня 1947) — Герой Радянського Союзу, командир окремої вертолітної ескадрильї (254-а ове) 40-ї армії Червонопрапорного Туркестанського військового округу (обмежений контингент радянських військ в Демократичній Республіці Афганістан), підполковник.

## Біографія
Народився 1 березня 1947 року у місті Житомирі (Україна) у сім'ї військового льотчика. Українець. Член КПРС із 1974 року. Закінчив 11 класів.
У радянській армії з 1965 року. У 1968 році закінчив Сизранське вище військово-авіаційне училище льотчиків (за курсом середнього військового училища). Проходив службу в Червонопрапорних Далекосхідному, Білоруському та Туркестанському військових округах, у Групі радянських військ у Німеччині.
З 1980 року Є. І. Зельняков — у складі обмеженого контингенту радянських військ в Афганістані, де здійснив понад 500 бойових вильотів.
1986 року Є. І. Зельняков закінчив Військово-повітряну академію імені Ю.А. Гагаріна.
Проходив службу на посаді заступника командира гелікоптерного полку.
1992 року вийшов у запас за станом здоров'я. Мешкає в місті Зеленоград.

## Звання Герой Радянського Союзу
Указом Президії Верховної Ради СРСР від 7 травня 1982 року підполковнику Зельнякову Євгену Івановичу — "За мужність і героїзм, виявлені при наданні інтернаціональної допомоги Демократичній Республіці Афганістан, присвоєно звання Героя Радянського Союзу з врученням ордена Леніна і медалі «Золота Зірка» (№ 11474).

## Нагороди
- Медаль «Золота Зірка»;
- орден Леніна;
- орден Червоної Зірки;
- медалі.